# Spilodiscus sellatus
Spilodiscus sellatus är en skalbaggsart som först beskrevs av J. L. Leconte 1857.  Spilodiscus sellatus ingår i släktet Spilodiscus och familjen stumpbaggar. Inga underarter finns listade i Catalogue of Life.